# Fred Fried
Fred Fried (* 2. Dezember 1948 in New York City) ist ein US-amerikanischer Jazzgitarrist.

## Musikalischer Werdegang
Fried studierte in Los Angeles Gitarre bei George Van Eps und John Collins. Nach seiner Rückkehr nach New York spielte er regelmäßig mit dem Judd Wodin Trio im World Trade Center, im Birdland und anderen New Yorker Clubs, außerdem mit Art Pepper und Michael Formanek. Auch ist er mit Marty Napoleon, Jay Leonhart, Ruby Braff, Perry Como und Barbara Cook aufgetreten. Auch schrieb er Ballettmusiken. Eine Besonderheit seines persönlichen Stils ist das plektrumlose Spiel mit den Fingern, genannt Fingerstyle sowie die Verwendung von sieben- und achtsaitigen Gitarren.

## Diskografie (Auswahl)
- Fingerdance - Solo guitar (Cutaway records)
- What Two Can Do (Rush records)
- Chrystalline (Rush records)
- Out of My Dreams (Ballet tree)
- Cloud  (Ballet tree)
- Encore (Ballet tree)